# Edith Wilson (Première dame)
Pour les articles homonymes, voir Edith Wilson, Wilson et Bolling.
Edith Bolling Galt Wilson, née en 1872 à Wytheville (Virginie) et morte en 1961 à Washington, D.C., en sa qualité de seconde épouse du 28e président des États-Unis, Woodrow Wilson, est la Première dame des États-Unis du 18 décembre 1915 au 4 mars 1921.

## Biographie

### Jeunesse

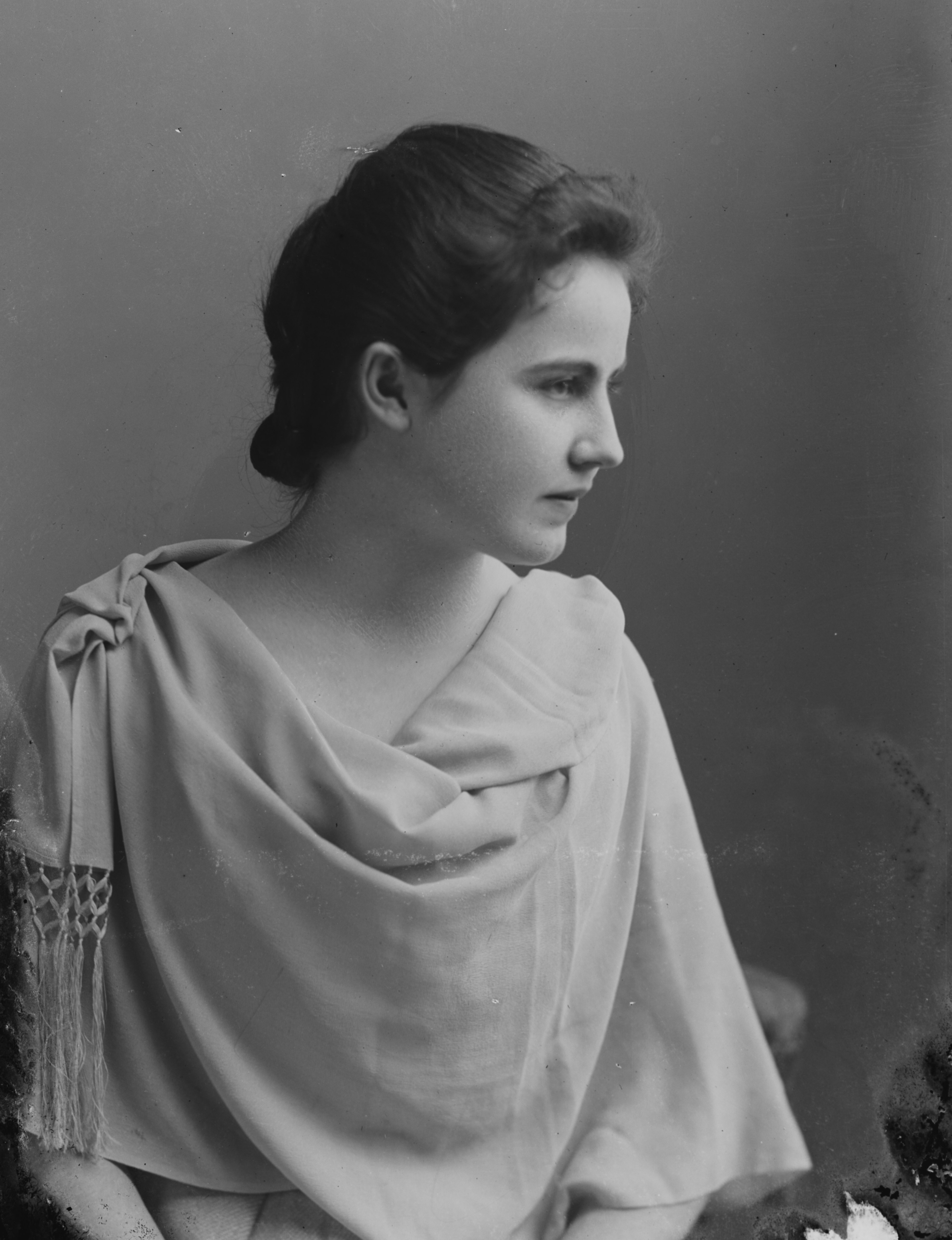
Edith Bolling dans sa jeunesse.

Edith Wilson (née Bolling) naît en 1872 à Wytheville du juge William Holcombe Bolling et de Sarah « Sallie » Spears née White. Son père est un descendant en ligne directe masculine à la 7e génération du colonel et riche marchand Robert Bolling (en) (1646-1709) et de Jane Rolfe, elle-même petite-fille du colon anglais John Rolfe et de la célèbre princesse indienne Pocahontas.
Pendant sa jeunesse, Edith Bolling étudie auprès de sa grand-mère Anne Wiggington Bolling qui lui apprend à lire et à écrire. À partir de 15 ans, son père l'envoie étudier au Martha Washington College puis à la Powell's School for Girls.
Le 30 avril 1896, Edith Bolling épouse le bijoutier Norman Galt (1864-1908). En 1903, Edith et Norman ont un enfant qui meurt au bout de quelques jours.

### Première dame

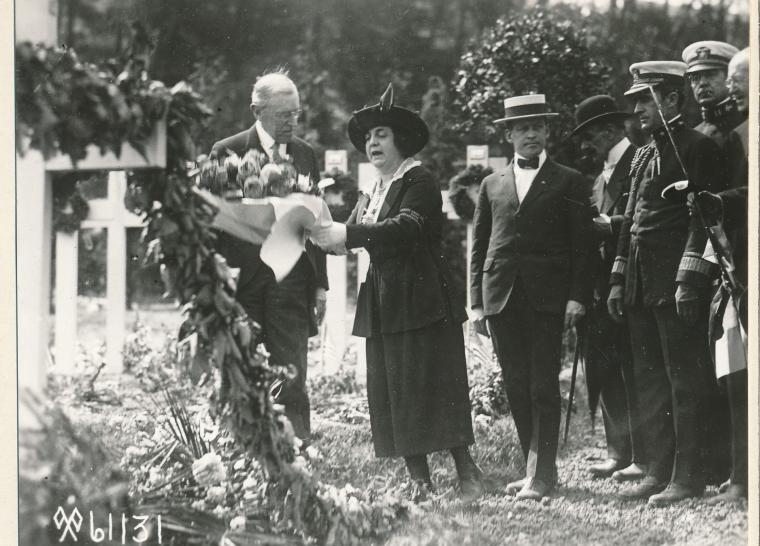
Le président Woodrow Wilson et la Première dame Edith Wilson inaugurant le cimetière américain de Suresnes en 1919.

En mars 1915, Edith Galt rend visite à son amie Helen Woodrow Bones (en), qui en tant que cousine du président Wilson habite la Maison-Blanche. Elle le croise dans la résidence présidentielle et le coup de foudre est immédiat. Il est veuf depuis 1914, son épouse Ellen Wilson étant décédée au début de son premier mandat, ce qui l'avait profondément marqué. La relation entre Edith et Woodrow reste d'abord secrète. Possédant un certain sens politique, elle lui fait réécrire des discours et lui donne son avis sur l'actualité du pays. Le président va jusqu'à lui confier des codes secrets et des communiqués confidentiels. Le couple se marie neuf mois plus tard.
Woodrow Wilson est réélu en 1916. Pendant la Première Guerre mondiale, afin de donner une image sobre du pouvoir, alors que la population subit des restrictions liées au conflit, elle fait annuler des réceptions et des cocktails dans la demeure présidentielle. Elle élève aussi des moutons sur les pelouses de la Maison-Blanche, vendant leur laine au profit d'associations. Infirmière pour la Croix-Rouge, elle distribue elle-même des cigarettes aux militaires américains. En 1918, à la fin du conflit, le président fait une tournée du pays avec sa femme, mais il est affaibli physiquement.

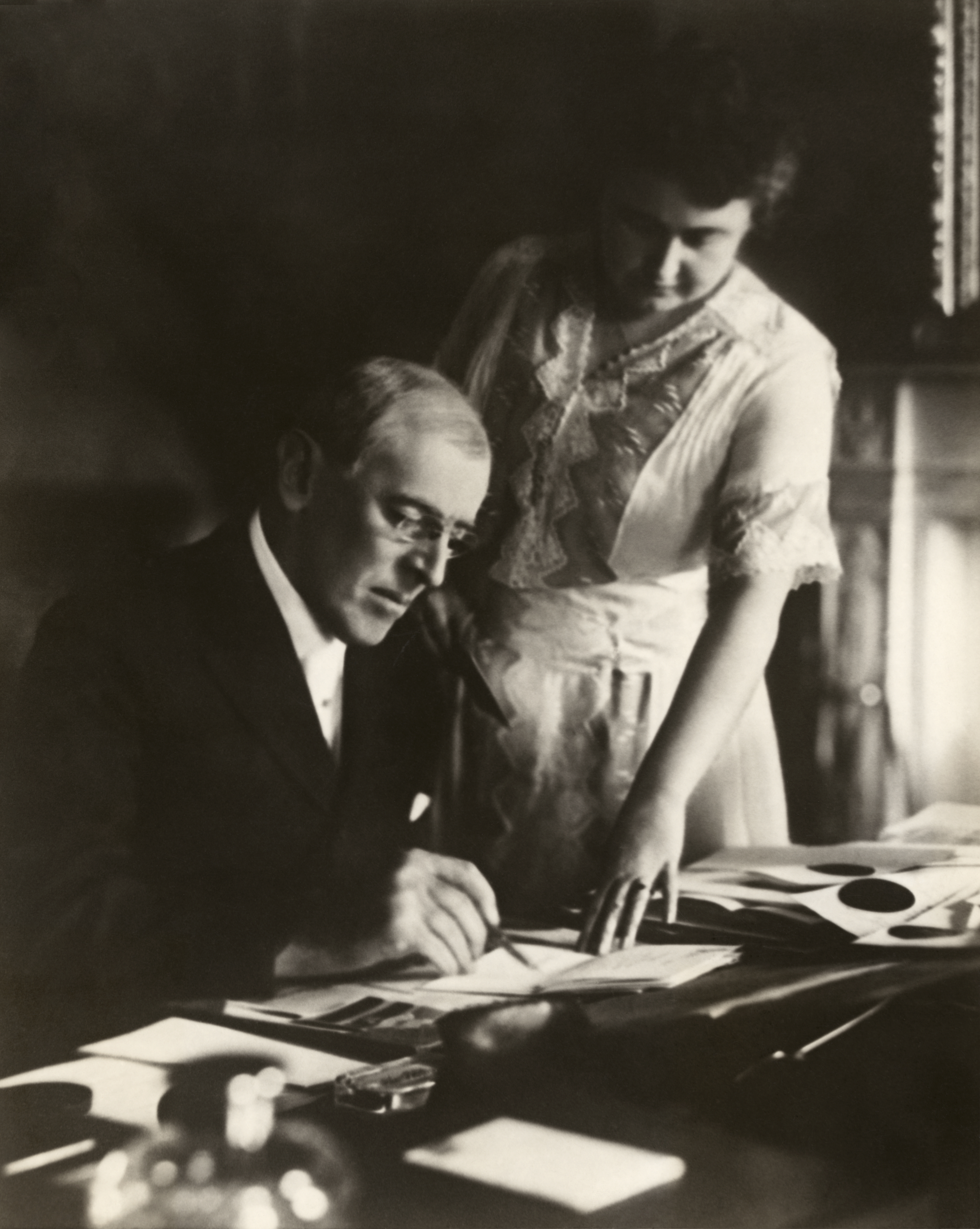
Edith Wilson faisant signer un document à son mari, alors paralysé du côté gauche.

Elle est surnommée « le président secret », ou « la première femme à diriger le gouvernement », pour le rôle qu'elle joua lorsque son mari souffrit d'une longue et incapacitante maladie, à la suite d'une attaque cérébrale. Elle cache en effet cette information au public américain, installe son époux dans une chambre plongée dans la pénombre et en contrôle les entrées, y compris pour ses conseillers. Interceptant tous les dossiers, elle les fait signer par le président dans ses rares moments de lucidité. Elle participe au refus américain d'adhérer à la Société des Nations. Pour l'historienne Nicole Bacharan et l'écrivain Dominique Simonnet, elle devient alors la « First Présidente ». Elle crée ainsi ce qui est surnommé le « gouvernement de chevet »,. En 1967, un amendement à la Constitution est adopté afin d'empêcher qu'une telle prise de pouvoir puisse se reproduire.
Hostile aux suffragettes, elle estime ridicules leurs manifestations pour le droit de vote.

Le pilote Edward Vernon Rickenbacker et Edith Wilson en 1935.

Woodrow Wilson termine son second mandat en 1921. Le couple déménage alors non loin de la Maison-Blanche. L'ancien président meurt en 1924 et Edith Wilson quatre décennies plus tard.

## Famille
- Pocahontas (1595-1617), héroïne amérindienne
x John Rolfe (1585-1622), un des premiers colons anglais de Virginie
  - Thomas Rolfe (1615-1675), colon et ancêtre commun de nombreux habitants de Virginie
    - Jane Rolfe (en) (1650-1676)
x Robert Bolling (en) (1646-1709), colonel et riche marchand
      - John Fairfax Bolling (1676-1729), colon et homme politique
        - John Kennon Bolling (1700-1757), major
          - John William Bolling (1737-1800)
x Mary Jefferson, sœur du 3e président des États-Unis Thomas Jefferson
            - Archibald Bolling Senior (1758-1782)
              - Archibald Bolling
                - William Holcombe Bolling, juge
x Sarah « Sallie » Spears née White
                  - Edith Bolling Wilson, Première dame des États-Unis